# Rhoicinaria rorerae
Espèce
Rhoicinaria rorerae est une espèce d'araignées aranéomorphes de la famille des Amaurobiidae.

## Distribution
Cette espèce se rencontre au Équateur dans la province du Guayas et au Pérou dans la région de Piura.

## Description
Le mâle holotype mesure 3,06 mm et la femelle paratype 4,01 mm.

## Étymologie
Cette espèce est nommée en l'honneur d'Ethel Wetmer Rorer.

## Publication originale
- Exline, 1950 : Spiders of the Rhoicininae (Pisauridae) from western Peru and Ecuador. American Museum novitates, no 1470, p. 1-13 (texte intégral).